# Ruth von Fischer

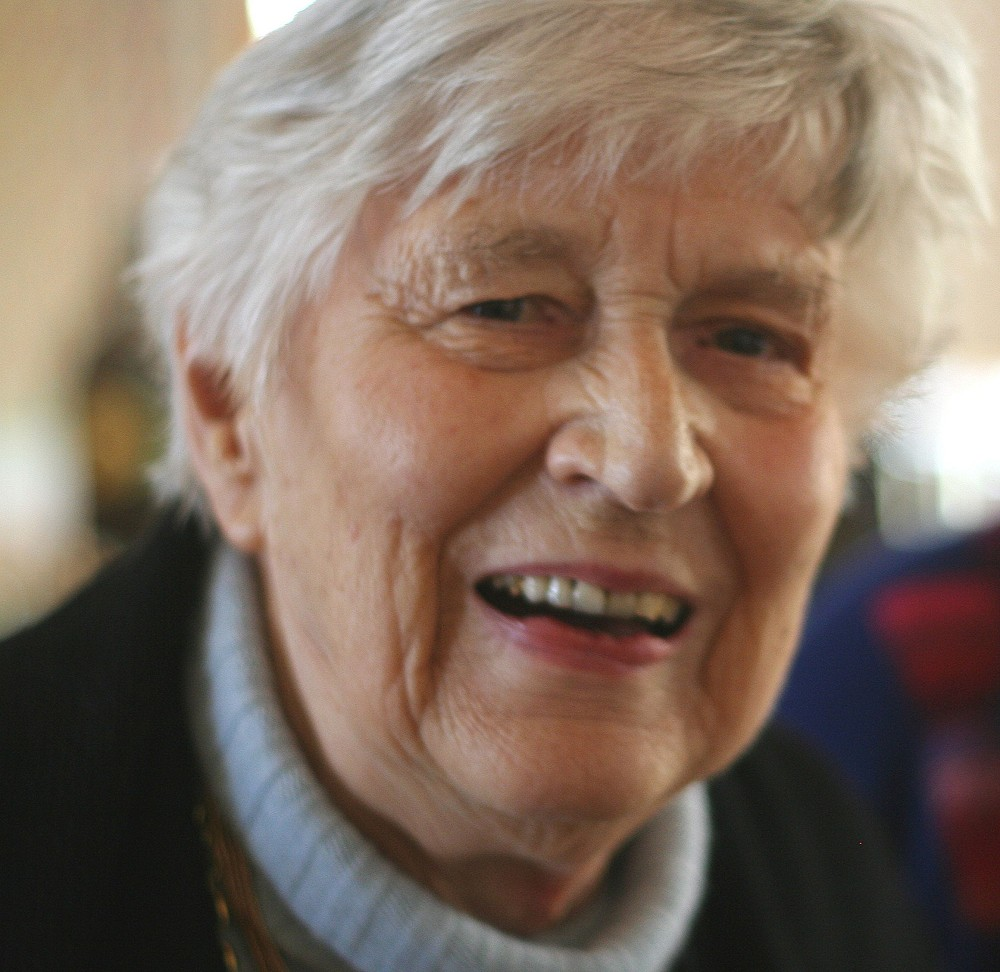
Ruth von Fischer, 1995.

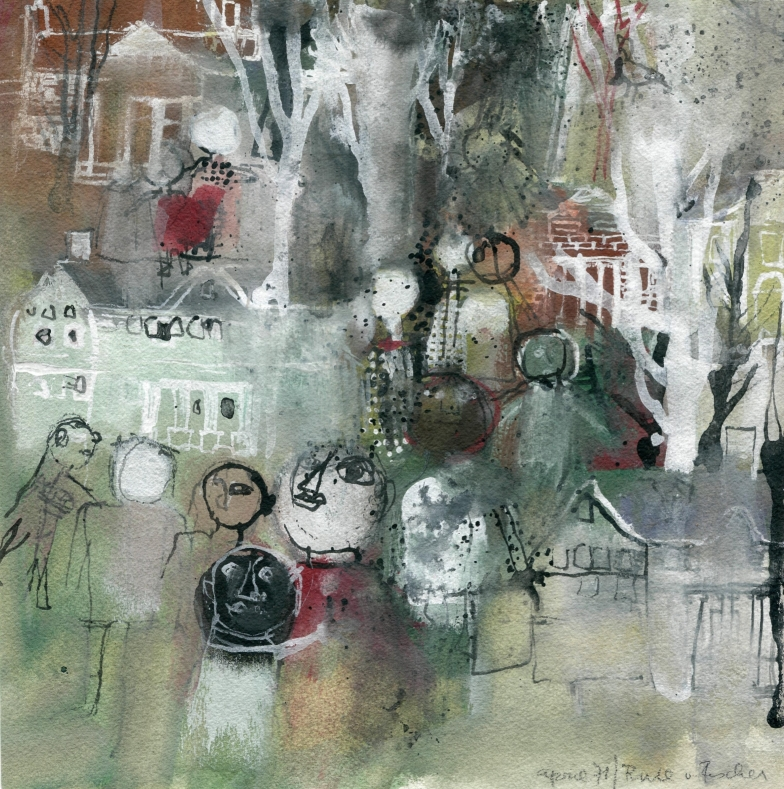
Durham, 1971. Aquarell/Deckweiss.

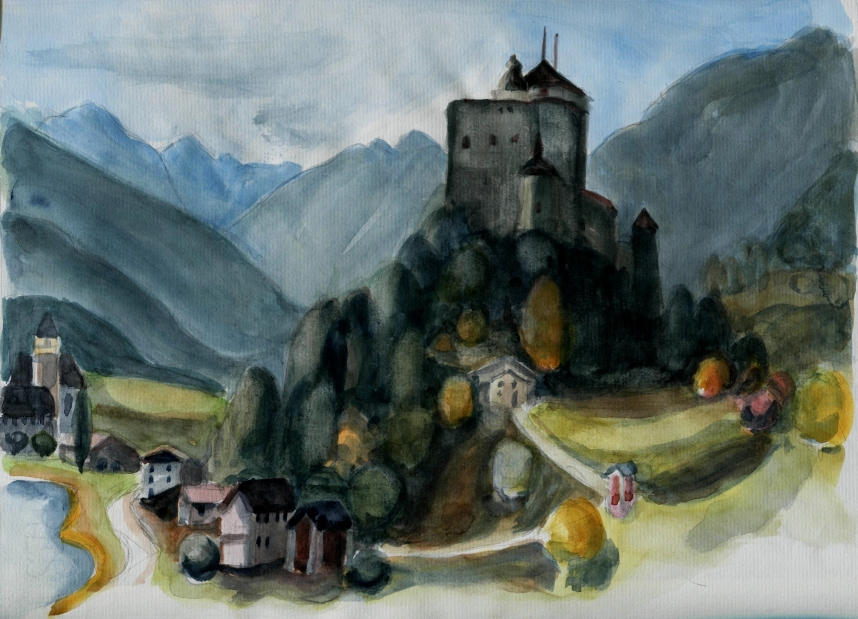
Schloss Tarasp, von Osten, 1987. Aquarell.

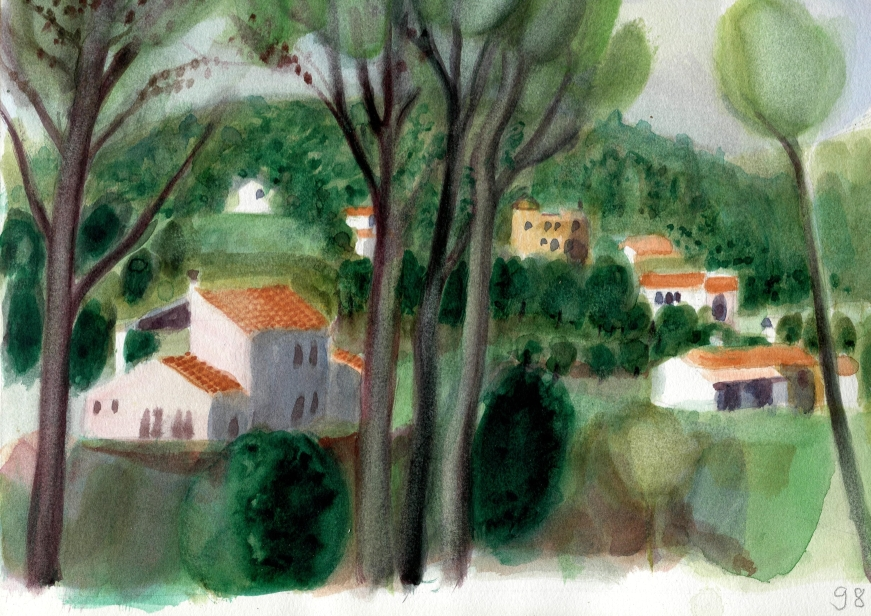
Südeuropäische Landschaft, unbenannt, 1998. Aquarell.

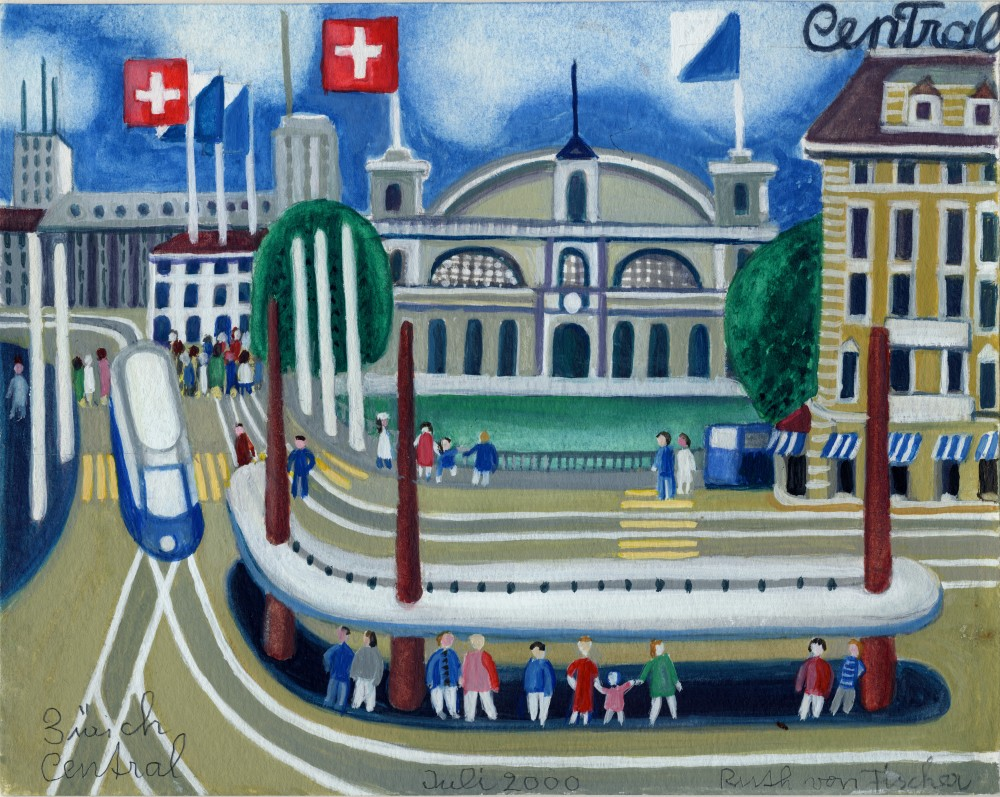
Gouache Zürich Central, Juli 2000. Blick über die Limmat Richtung Hauptbahnhof.

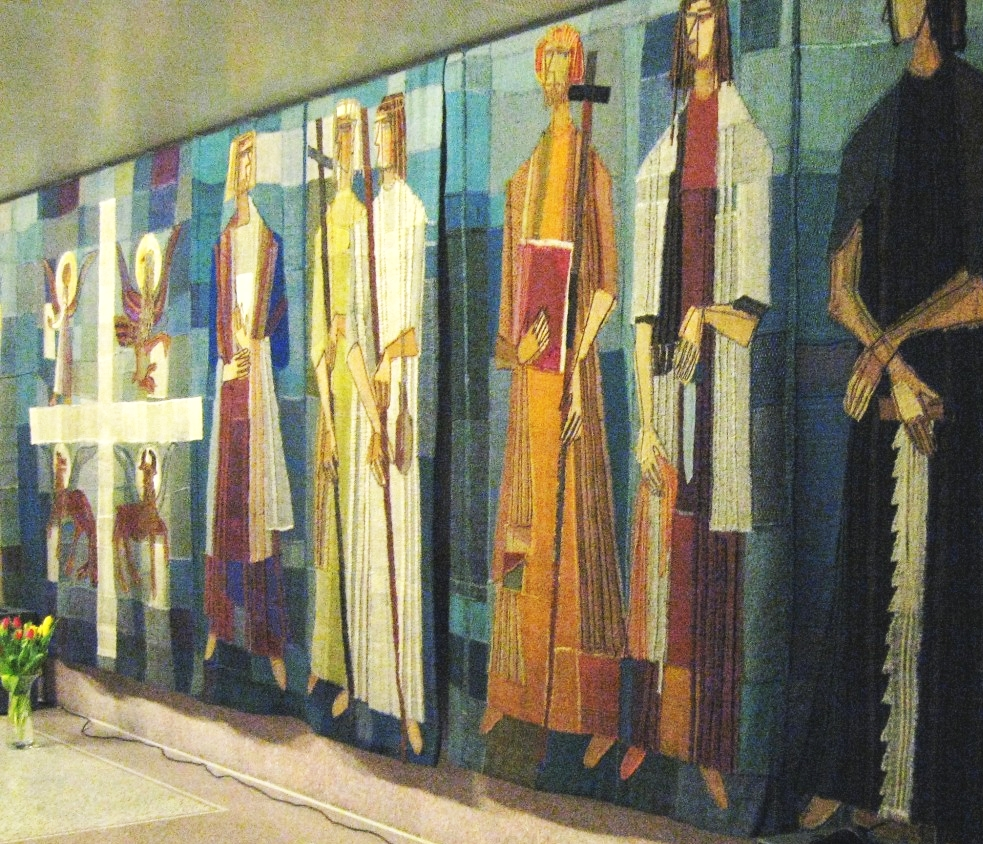
Teppich Zwölf Apostel, 1967. Geschaffen für die Predigerkirche Zürich, heute im Pfrundhaus in Zürich.

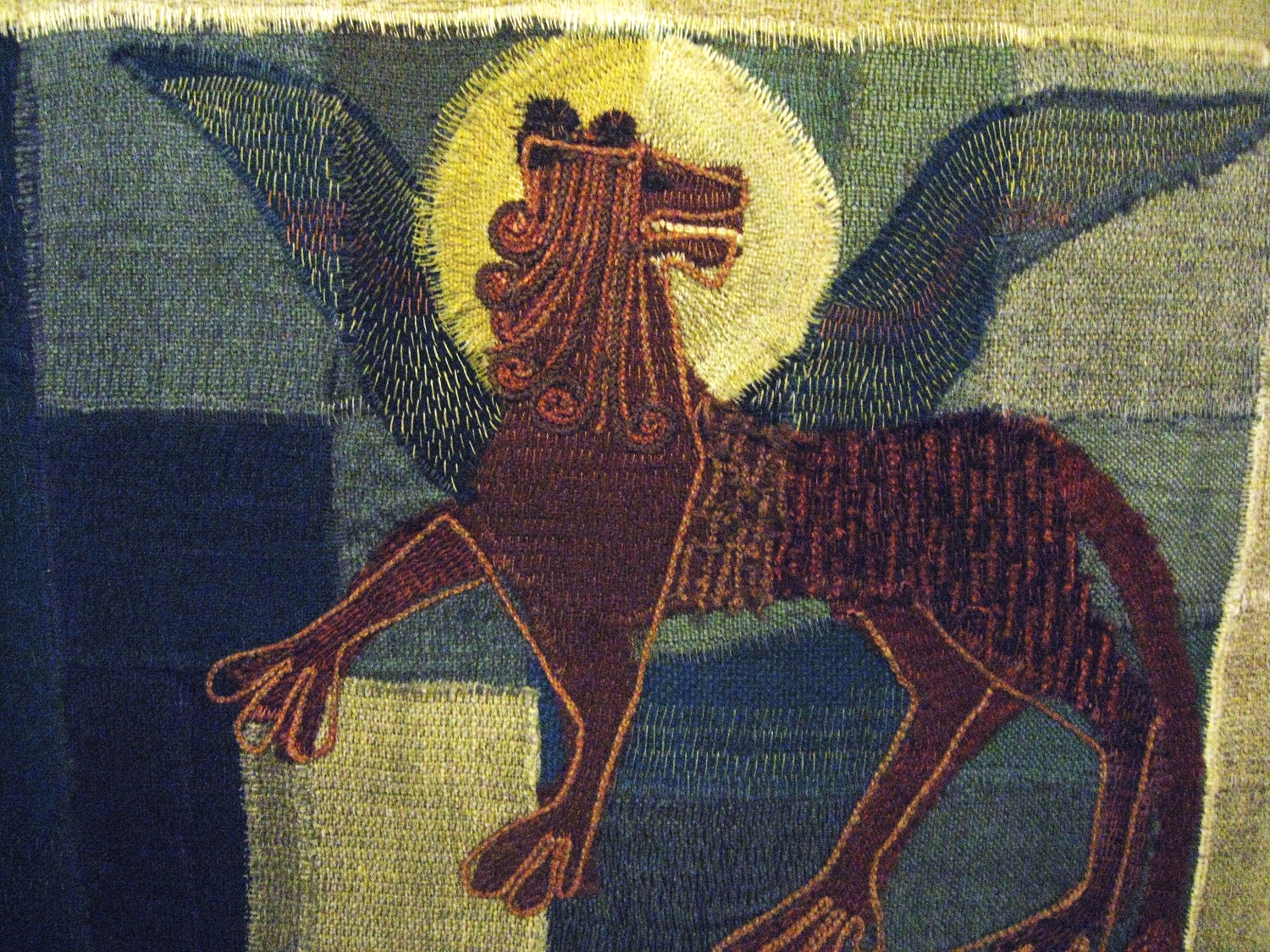
Detail aus dem Teppich Zwölf Apostel: der Markus-Löwe. Gut sichtbar sowohl die konturbildenden, mehrere Millimeter dicken Kordeln als auch die Überstickungen mit einzelnen Garnstichen.

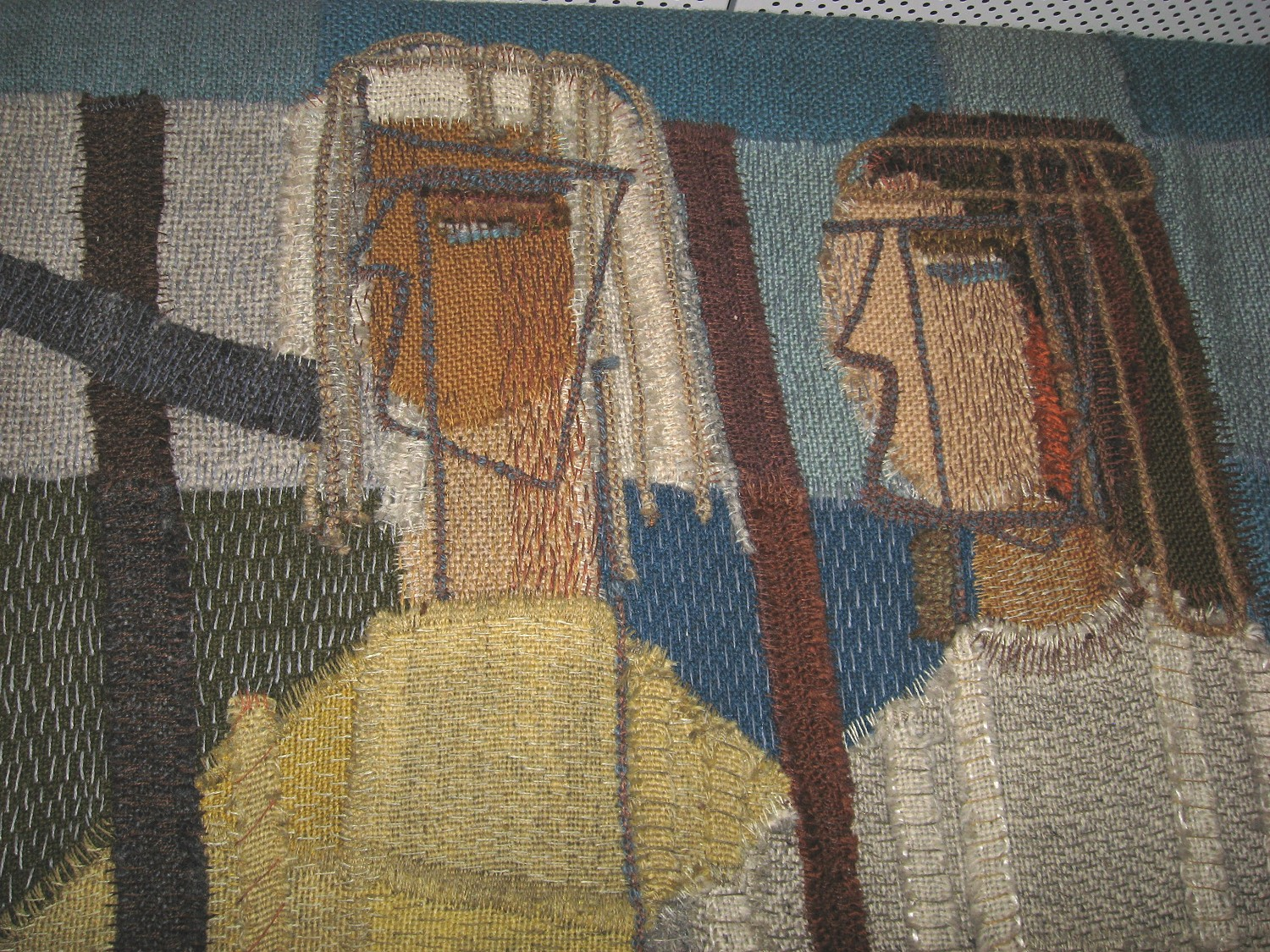
Detail aus dem Teppich Zwölf Apostel: Zwei Apostelgesichter. Illustration der Technik des Übernähens.

Ruth von Fischer (* 20. Februar 1911 in Meiringen als Mathilde Ruth Fischer; † 26. September 2009 in Zürich) war eine Schweizer Künstlerin und Zeichenlehrerin. Der zahlenmässig grösste Teil ihrer Arbeiten sind Gouachen, Aquarelle, Zeichnungen in schwarzem Filzstift sowie Textildrucke.
Ihre grösste Bekanntheit erlangte Ruth von Fischer mit 22 grossformatigen textilen Applikationen, die zwischen 1970 und 1989 als Gemeinschaftsarbeiten entstanden, überwiegend für Kirchen, aber auch für nichtreligiöse Bauten wie Altersheime, Schulen sowie für ein Hotel.

## Leben

### Kindheit
Ruth von Fischer war das älteste von fünf Geschwistern in einer Pfarrersfamilie in Meiringen im Berner Oberland. Ihre Eltern waren Albert und Sara Fischer-Bäschlin. Albert Fischer entstammte der Berner Patrizierfamilie Fischer, ihr Grossvater war der Botaniker Eduard Fischer, ihr Urgrossvater der Apotheker und Botaniker Ludwig Fischer.
Ihre Patentante Bertha von Fischer war eine lokale Künstlerin und malte vor allem Aquarelle von Berner Landschaften und Häusern. Mit ihr zusammen malte Ruth von Fischer schon als Kind oft und fand früh die Zuneigung zum Zeichnen und Malen.
1916 zog die Familie nach Wichtrach, wo der Vater weiter als Pfarrer wirkte. Nach dem frühen Tod des Vaters war ein Verbleib im Wichtrachter Pfarrhaus unmöglich und die Witwe zog mit ihren Kindern in den Altikofen bei Worblaufen (heute ein Ortsteil von Ittigen), wo heute die Gosteli-Stiftung domiziliert ist.

### Ausbildung
Von 1927 bis 1930 durchlief Ruth von Fischer in Bern die Ausbildung zur Primarlehrerin. Von 1930 bis 1934 folgte die Ausbildung zur Zeichenlehrerin in der Kunstgewerbeschule Bern, verbunden mit einem längeren Studienaufenthalt von 1932 bis 1933 in München. Sie nahm in dieser Zeit den aufflammenden Nationalsozialismus aus nächster Nähe wahr.

### Erste Berufstätigkeit
Unmittelbar nach dem Studienabschluss fand Ruth von Fischer eine volle Anstellung als Zeichenlehrerin, was zu jener Zeit für eine Frau eher eine Ausnahme bedeutete. Diese Stelle erhielt sie an der Neuen Mädchenschule in Bern.
1936 heiratete Ruth von Fischer Samuel Werner JeanRichard. Aus dieser Ehe stammen drei Kinder. 1943 unterstützte Ruth von Fischer eine Zeitlang ihren Mann bei der Führung eines Flüchtlingslagers in St-Cergue im Waadtländer Jura.
Durch die Ehe hiess sie Ruth JeanRichard und signierte entsprechend auch ihre Werke so. Nach der Scheidung im Jahr 1967 nannte sie sich wieder Ruth von Fischer.

### Anfänge der künstlerischen Tätigkeit
Ruth von Fischer schuf parallel zu ihrer ersten Lehrtätigkeit Blumenbilder und widmete sich der Bauernmalerei. Im Jahr 1944 mit dem Umzug nach Gontenbach in der Zürcher Gemeinde Langnau am Albis intensivierte sich Ruth von Fischers künstlerische Tätigkeit. Ab 1946 wohnte Ruth von Fischer in der Stadt Zürich, bis zu ihrem Tode.
Seit 1950 entwickelte sie ihre eigene Technik des mehrfarbigen Linolschnitts. Es entstanden zahlreiche Wandbehänge im Auftrag des Schweizerischen Heimatwerks.
Ein Berater und väterlicher Freund in dieser Lebensphase war der im Tessin tätige, exilrussische Maler und Illustrator Arthur Bryks. Allgemein eine grosse Inspiration für ihre künstlerische Entwicklung erhielt sie von der in Zürich tätigen, gut 20 Jahre älteren Expressionistin Helen Dahm.

### Phase der grossen Wandteppiche
Den ersten Wandteppich schuf Ruth von Fischer 1964, den letzten 1999. Ihre Zeit der grossen Wandteppiche war jedoch von 1967 bis ca. 1989. Der Architekt Paul Hintermann als Restaurator zahlreicher Kirchen spielte eine wichtige Rolle als Vermittler für neue Teppicharbeiten und ab 1980 für Glasmalereien, während der Maler und Grafiker Hermann Georg Plattner (1909–1997) in Bezug auf diese Teppich-Arbeit ein wichtiger Gesprächspartner und Impulsgeber war.

### Stilistische Entwicklung
Naturalistische Darstellungen spielten in jeder Phase des künstlerischen Schaffens von Ruth von Fischer eine wichtige Rolle. Es gibt zahlreiche botanische Studien, und Landschaftsbilder, aber auch Dorf- und Strassenstudien aller Jahrzehnte besitzen fotografische Genauigkeit.
In den späten 1960er Jahren neigte Ruth von Fischer stärker zu Stilisierungen mit grosszügigen Farbflächen.

### Spätwerk
In der Malerei des Spätwerks erhielten naive Abstraktionen ein starkes Gewicht. Es entstanden besonders viele Stillleben mit Blumen, Porzellan, Spielsachen, Puppen, Bären oder Fingerhüten. In dieser Phase erfolgte eine besondere Zuwendung zu den intensiven Farben Rot, Orange, Blau und Grün.
Ruth von Fischer malte und gestaltete Ausstellungen bis zu ihrem Tode. Ihr letztes Bild entstand am zweitletzten Tag ihres Lebens.

### Zeichenlehrerin
Neben ihrer künstlerischen Tätigkeit unterrichtete Ruth von Fischer stets als Zeichenlehrerin. Feste Pensen hielt sie am Evangelischen Lehrerseminar Zürich Unterstrass (1944 bis 1981), an der Freien Evangelischen Schule Zürich-Waldmannstrasse (1946 bis 1976) und am Arbeitslehrerinnenseminar des Kantons Zürich (1962 bis 1976). Weitere Unterrichtsaufträge entstanden in der Erwachsenenbildung (Gwatt, Berner Volkshochschule im Schloss Münchenwiler) und im Bereich Erlebnisreisen.
Nebenbei wirkte Ruth von Fischer von 1967 bis ins hohe Alter als Sonntagsschullehrerin in der Zürcher Grossmünstergemeinde, auch in dieser Funktion stets in einer pädagogischen Verbindung zur Zeichen- und Malkunst.

## Techniken
Ruth von Fischer widmete sich besonders häufig dem Linoldruck, dem Aquarell, der Gouache sowie der tuschähnlichen Skizze mit schwarzem Filzstift oder Kugelschreiber. Etwas weniger häufig waren Bleistift- und Tuschzeichnungen, mehrfarbige Filzstift-Arbeiten (auch Lavierungen), Collagen sowie die Ölmalerei.
Mischtechniken kamen oft zur Anwendung, am häufigsten die Kombinationen von Aquarell und schwarzem Filzstift, oft ergänzt mit Deckweiss.
Während die Collage, der Stoffdruck und die Stoffapplikation Epochen des künstlerischen Schaffens markieren, zieht sich das Aquarell als lebenslanger Faden durch das Werk von Ruth von Fischer. Dabei nutzte sie oft die Technik der gewollten Übermalung, sowohl als Weg vom Entwurf zur endgültigen Malerei, als auch als Form der Mischtechnik. Den Effekt einer solchen Übermalung übertrug Ruth von Fischer auch in die Teppichgestaltung, wo das Gewebe die Rolle des Grundbildes und das Stickgarn die Rolle der Übermalung übernahm. Damit erzielte Ruth von Fischer in der Teppichgestaltung eine Bewegung zwischen Flächen und Linien, einen Bruch der scharfen Konturen.
Ruth von Fischer war eine geborene Linkshänderin. Handarbeit und Schrift übte sie zeitlebens rechts aus, während sie links zeichnete und malte. Bei Armproblemen, zum Beispiel 2006 während der Rekonvaleszenz nach einem Armbruch, wechselte sie jeweils auch in der Malerei vorübergehend auf die rechte Hand. Im Unterricht malte sie bisweilen auch beidhändig gleichzeitig.

## Skizzenhandbücher
Seit einer Reise nach Schweden im Jahr 1955 sammelte Ruth von Fischer, nahtlos bis zu ihrem Tod 54 Jahre später, ihre losen Skizzen und liess sie als Jahrbücher binden. Anfänglich waren diese Skizzen meist im A4-, später im A5-Format. Ruth von Fischer skizzierte ausserordentlich viel. Ihre Liebe zum alltäglichen Detail und ihr Hang zur sorgfältigen Beobachtung ist aufschlussreich in diesen Skizzenhandbüchern dokumentiert. Eine Freundin schrieb über sie:

„[Dann] begann Ruth während der Fahrt zu zeichnen. Einfach alles: Camions, deren Abgase uns einnebelten und Camions, die uns beim Kreuzen die Scheiben verspritzten, Motorradfahrer, Randsteine, Hochspannungsmasten, Verkehrsampeln, Fussgänger, eine schnell erhaschte Hausfassade, Bäume, Landschaften.“

Insgesamt entstand so eine Sammlung von 4'000 Skizzen in 60 Bänden.

## Motive
Entsprechend dem von Ruth von Fischer gelebten ästhetischen Bewusstsein, wie es in den thematisch breit gefächerten Skizzenbüchern zu Tage tritt, ist auch die  thematische Palette bei den grösseren Werken breit. Dennoch kristallisieren sich einige engere Themenkreise heraus:
Ruth von Fischer malte viele Berg- und Seenlandschaften. Dabei hatten Sujets aus dem Kanton Bern ein besonders hohes Gewicht. So arbeitete Ruth von Fischer zum Beispiel immer wieder an der Stockhornkette. Doch auch andere Regionen wie Südfrankreich oder das Unterengadin spielten eine hervorgehobene Rolle. Blumen und Tiere waren durch alle Lebensphasen wiederkehrender Gegenstand der Werke, in früheren Jahrzehnten meist naturalistisch dargestellt, im Spätwerk typischerweise naiv umgesetzt.
Die Faszination für Architektur teilte Ruth von Fischer mit ihrem Vater. So schuf Ruth von Fischer viele Ansichten von Schlössern, Kirchen oder ländlichen Dorfbildern. Aber auch weniger idyllische Stadtsituationen mit turbulentem Verkehr, Baustellen, Stromleitungen und Kränen dienten ihr sehr oft als Gegenstand.
Seit 1980 waren Engel allgemein und Schutzengel im Speziellen ein häufiges Motiv. Skizzen, Bilder und Teppiche mit Menschengruppen sind häufig, doch Portraits sind selten. In einem der wenigen Selbstporträts, das sie im Alter von 93 Jahren schuf, sah sie sich als Vierzigjährige. Interessanterweise war gerade in ihrer Jugend das Zeichnen von Menschen für sie von besonderem Interesse, insbesondere das Zeichnen von alten Frauen.

## Textile Applikationen

### Allgemeines
Ruth von Fischer schuf von 1964 bis 1999 29 Wandteppiche in Applikationstechnik, einen Bodenteppich sowie eine dreidimensionale textile Assemblage, die über die reine Applikationstechnik hinausging.
Die meisten Arbeiten wurden für Kirchen, Altersheime und Schulen geschaffen. Die textile Assemblage entstand im Auftrag des Hotel Palace in St. Moritz, wenige andere befinden sich in Privatbesitz.
Bodenteppiche sind zwei bekannt, einer entstand für die evangelisch-reformierte Kirche Weiach, einer für die Kirche Stadel.

### Anfänge
Das Centre International de la Tapisserie Ancienne et Moderne (CITAM) und das Musée cantonal des beaux-arts de Lausanne riefen 1962 die Biennale internationale de la tapisserie Lausanne/Suisse ins Leben. In diesem Kontext und ausgehend von einer Collage an einer Ausstellung der GSMBK von 1962 wurde Ruth von Fischer von der künstlerischen Leitung der Schweizerischen Landesausstellung, die 1964 ebenfalls in Lausanne stattfand, eingeladen, einen der zwölf Wandteppiche für den Sektor La terre et la forêt (dt. Feld und Wald) zu gestalten.
Das Medium war für Ruth von Fischer neu und herausfordernd, nicht aber der Entstehungsprozess: Wandteppiche bedeuten intensive Teamarbeit, und aufgrund der Arbeit als Pädagogin und Erwachsenenbildnerin war Ruth von Fischer prädestiniert für diese kooperative Herangehensweise. Das Team für diese erste Wandteppicharbeit bildeten ehemalige Schülerinnen der Landwirtschaftlichen Schule Winterthur-Wülflingen (heute Strickhof Wülflingen).

### Grösse
Einige wenige der Teppiche sind kleiner als ein Quadratmeter, die meisten jedoch bedeutend grösser. Mit neun Metern ist der Teppich Zwölf Apostel der breiteste. Er entstand 1967 für die Predigerkirche in Zürich und hängt seit 2008 im Pfrundhaus Zürich. Der Teppich war der erste grosse Teppich von Ruth von Fischer.
Die grösste Fläche hat der Teppich Das grosse Abendmahl von 1970 in Andelfingen ZH mit 3,5 m Höhe, 7,2 m Breite und 25,2 Quadratmetern Fläche.
Die Grösse der Teppiche erforderte oft tausende von Arbeitsstunden, die sich über bis zu 18 Monate erstreckten. Im Schnitt erforderte ein Teppich im Schnitt 3500 Arbeitsstunden.
Am aufwändigsten war die Erstellung des Teppichs Werke der Barmherzigkeit von 1987 für die Kirche von Urdorf. Der 10 Quadratmeter grosse Teppich erforderte 9'000 Arbeitsstunden.
Der Teppich mit dem zweitgrössten Arbeitsaufwand war die Komposition Die Reisen des Paulus für die Pauluskirche in Bern, und zwar mit dokumentierten 7034 Arbeitsstunden. Themen dieser Komposition sind: Paulus im Gefängnis – Paulus im Seesturm – Paulus vor dem Areopag in Athen.

### Teamarbeit
Die meisten Teppiche wurden mit grossen Teams realisiert. So arbeiteten zum Beispiel bei Teppichen für Kirchen typischerweise Frauen aus der Kirchgemeinde, sogenannte Stickfrauen oder Teppichfrauen, nach Vorschrift der Künstlerin am Teppich.
Insgesamt waren bis zu 90 Stickfrauen an einem Teppich beteiligt, und zwar in Schichten mit bis zu 30 Personen.
Ruth von Fischer verstand die Teppicharbeit als Gemeinschaftswerk, aber nicht als Teamarbeit im Sinne eines künstlerisch offenen gruppendynamischen Prozesses oder als Teamarbeit nach der These «Jeder Mensch ist ein Künstler» von Joseph Beuys (1972ff). Sie verstand das Werk als von ihr als Künstlerin geschaffen unter der handwerklichen Beteiligung der Teppichfrauen:

„Der künstlerische Leiter eines solchen Unternehmens ist nicht Primus inter pares innerhalb der Gruppe. Zuerst und zuletzt hat er das Werk allein zu verantworten.“

Dennoch entstanden in der gemeinschaftlichen Teppicharbeit natürlich zahlreiche lebhafte Diskussionen. Ruth von Fischer stellte sich diesen künstlerischen Diskussionen und ging auf die Punkte ein. Daraus entstand ein allgemeines Einverständnis aller Beteiligter.
Die gemeinsame Arbeit am Kunstwerk hatte meist eine starke verbindende Wirkung unter den Teppichfrauen. Viele Gruppen, die eigentlich bloss für die Teppicharbeit zusammenfanden, hatten Jahre oder Jahrzehnte über die Teppicharbeit hinaus Bestand und widmeten sich neuen Aufgaben innerhalb der lokalen Gemeinde.

### Ausführung der Teppiche
Zunächst erstellte Ruth von Fischer einen Entwurf, typischerweise im Massstab 1:10, oft als Collagen aus verschiedenen farbigen Papieren, teilweise mit Gouachefarben bemalt. Darauf basierend entstand ein Muster im Massstab 1:1, ebenfalls aus Papier.
Danach wurden im Dialog mit der Zürcher Weberin Regula Hahn verschiedenfarbige Wollstoffe gewoben, daraus die einzelnen Formen ausgeschnitten und von den Stickfrauen auf Leinengrund appliziert.
Die zunächst flächig wirkenden Wollstoff-Stücke wurden als erstes durch konturbildende Kordeln ergänzt und schliesslich mit Garnen mal Ton in Ton, mal aber auch bewusst in kontrastreichen Farben überstickt. Diese auch der Festigkeit und dem Zusammenhalt dienenden linearen Strukturen erlaubten eine differenzierte Gestaltung der Übergänge zwischen den Stoffstücken.
In Bezug auf die verwendeten Materialien stellt der 1971 für das Hotel Badrutt's Palace in St. Moritz gestaltete Teppich Segel und Taue eine Besonderheit dar. Aufgrund der kundenseitig gewünschten Robustheit wurden bei diesem Werk Taustücke, ausgefranste Seile, Korkschwimmer sowie alte Fischernetze genutzt.

## Ausstellungen
- 1957: Beteiligung an der Schweizerischen Ausstellung für angewandte Kunst in Bern.[1]
- 1958: Beteiligung an der Schweizerischen Ausstellung für Frauenarbeit (SAFFA)[1]
- 1958–1974: Beteiligung an Gesellschafts- und Sektionsausstellungen (Helmhaus, Züspa und andere).[1]
- 1961: Rheinfelden und Berlin[1]
- 1992–2002: Beteiligung an neun Jahresausstellungen in der Villa Severini in Zollikon.
- 1992–2008: Beteiligung an zehn Weihnachts- und Einzelausstellungen im Lyceumclub in Zürich.
- 1993–2004: Verschiedene Ausstellungen in Galerien, Schulen und im öffentlichen Raum.
- 2009: Gedenkausstellung: Skizzenbücher, Briefe, Erinnerungen.[16][17]
- 2012: Aquarelle aus Ruth von Fischers künstlerischem Nachlass. Bodmer/Zürich.

## Verbände
- 1958: Aufnahme in die Gesellschaft schweizerischer Malerinnen, Bildhauerinnen und Kunstgewerblerinnen (GSMB+K), heute Schweizerische Gesellschaft Bildender Künstlerinnen. (SGBK).
- 1976 Eintritt in Gesellschaft schweizerischer Maler, Bildhauer und Architekten. (GSMBA), heute visarte.
- 1986 Eintritt in die Kunstsektion des Lyceumclubs Zürich.

Ruth von Fischer war Mitglied von Soroptimist International.

## Pflege und Nachlass
2010 wurde der Freundeskreis Ruth von Fischer gegründet. Ein Teil des Werkes wird von der Gosteli-Stiftung  mit Sitz in Worblaufen/Ittigen verwaltet, unter anderem Skizzen, Zeichnungen, Stoffmuster, das Teppichtagebuch sowie Fotos und Diapositive der Werke aus der Zeit von 1965 bis 1991. Als bemerkenswerte Koinzidenz sind diese Nachlassdokumente somit an der ehemaligen Altikofer Wohnadresse der jungen Ruth von Fischer untergebracht.

## Schriftliche Werke
- Ruth von Fischer: Aus meinem Leben, der Zwölf-Apostel-Teppich in der Predigerkirche Zürich. In: Heimatwerk Blätter für Volkskunst und Handwerk. 33. Jg., Nr. 1, März 1968.
- Ruth von Fischer: Wandteppich in Gemeinschaftswerk. In: Schweiz, Suisse, Svizzera, Switzerland. Nr. 11, 1983, Heft: Textiles.

## Archives de la Mobilisation
Im Rahmen des grössten Schweizer Oral-History-Projekts Erinnerungen an die Zeit des Zweiten Weltkrieges der Vereinigung Archimob nahm der Dokumentarfilmer Theo Stich am 15. September 2000 ein Video-Interview mit Ruth von Fischer als einer von 555 Zeitzeuginnen und -zeugen auf.